# Bosnien-Hercegovinas økonomi
Bosnien-Hercegovinas økonomi er en økonomi i den øvre mellemklasse. Landet erklærede sig uafhængig fra det socialistiske Jugoslavien.
Landets primære handelspartnere er Tyskland, Italien, Østrig, Tyrkiet og andre Balkanlande.